# Juanjo Dominguez
Juanjo Domínguez (ur. 23 października 1951 w Junín, zm. 10 lutego 2019) – argentyński gitarzysta klasyczny grający głównie tango argentyńskie i jazz.
W 2005 dostał nagrodę Konex Award dla najbardziej popularnego instrumentalistę muzyki popularnej. Albumy: Mis tangos preferidos, Corazon Guitarrero.